# La competizione
La competizione  (The Competition)  è un film del 2018 diretto da Harvey Lowry.

## Distribuzione
Il film è stato distribuito negli Stati Uniti dal 26 gennaio 2018.